# Johann Paterer
Johann Paterer (* 12. Mai 1712 in Dölach, Gemeinde Hopfgarten in Defereggen; † 18. Mai 1785 in Lienz) war ein Tiroler Barockbildhauer.

## Leben und Werk

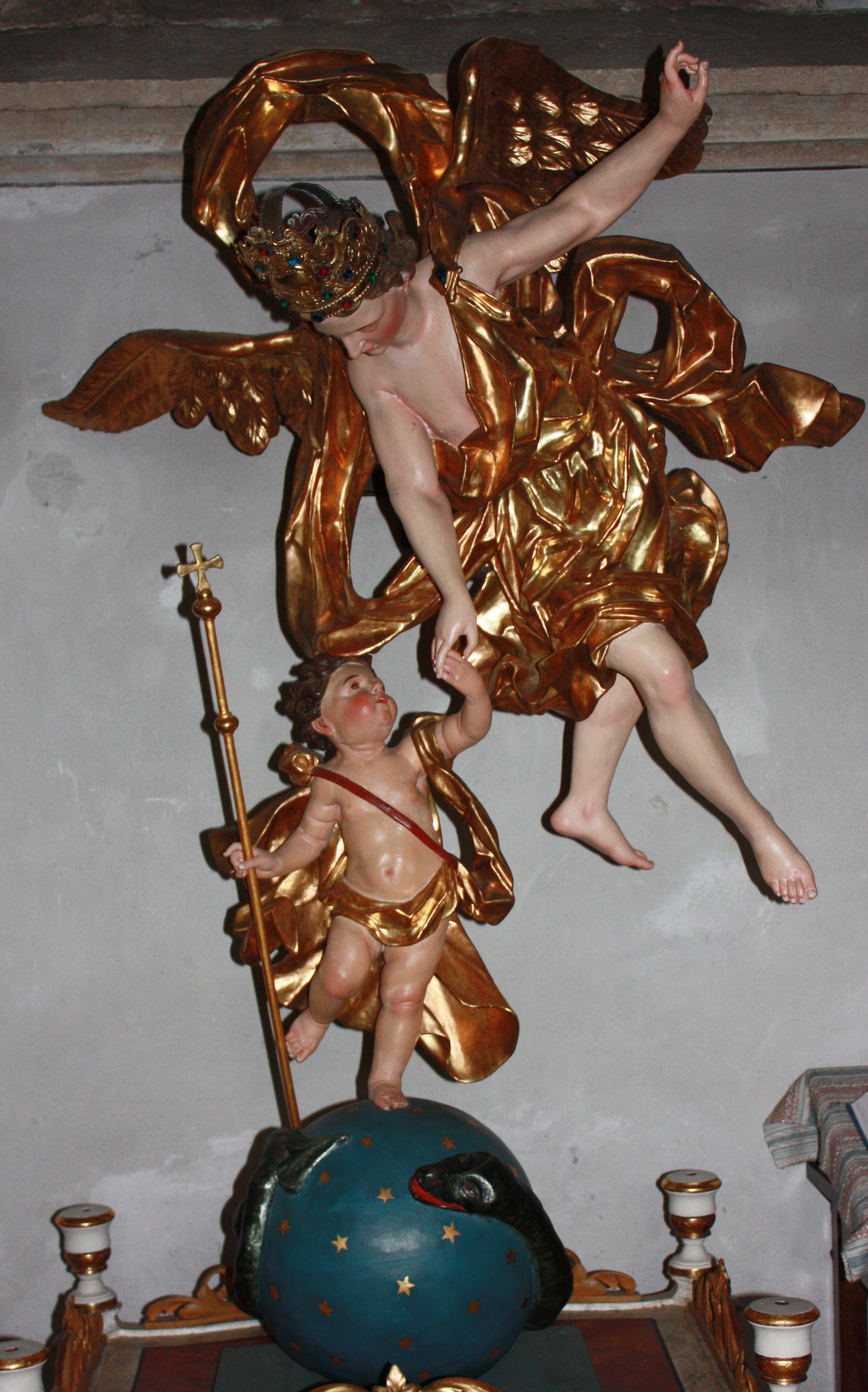
Schutzengel in der Stadtpfarrkirche St. Andrä, Lienz (um 1760)

Johann Paterer erhielt seine Ausbildung beim Bildhauermeister Mathias Schranzhofer in Innichen. Anschließend verbrachte er Wander- und Lehrjahre in Venedig und Trient, zwei Zentren der barocken Bildhauerkunst. In Venedig wurde er vom Wirkungskreis um Giovanni Lorenzo Bernini beeinflusst, in Castione arbeitete er in der Bildhauerwerkstatt von Cristoforo Benedetti.
1738 kehrte er nach Lienz zurück, wo er das Bürgerrecht erhielt, heiratete und unter anderem aufgrund seiner Ausbildung in Italien rasch zahlreiche Aufträge erhielt.
Paterer gilt als einer der bedeutendsten Bildhauer des Spätbarock im südöstlichen Tirol, er schuf religiöse Skulpturen für Kirchen in ganz Osttirol, aber auch in Südtirol und Kärnten, rund 270 Figuren sind bekannt. Ab etwa 1760 weisen seine Skulpturen klassizistische Tendenzen auf.
Besonders bekannt ist er für seine Schutzengel-Prozessionsfiguren, die er nach ähnlichem Schema für mehrere Kirchen schuf. Ein auf einer Weltkugel stehendes Kind wird von einem Engel beschützt, der über ihm zu schweben scheint. Erreicht wird die auffällige Gestaltung durch ein massives Holzbrett, auf dem die Figuren montiert sind und Metallstangen, die unsichtbar durch die ganze Skulptur von der Weltkugel über die Figur des Kindes bis in den Arm des Engels führen. Diese Figuren, die bei den Prozessionen am Schutzengelfest (2. Oktober) mitgetragen wurden, wurden oftmals nachgeahmt.

## Werke (Auswahl)

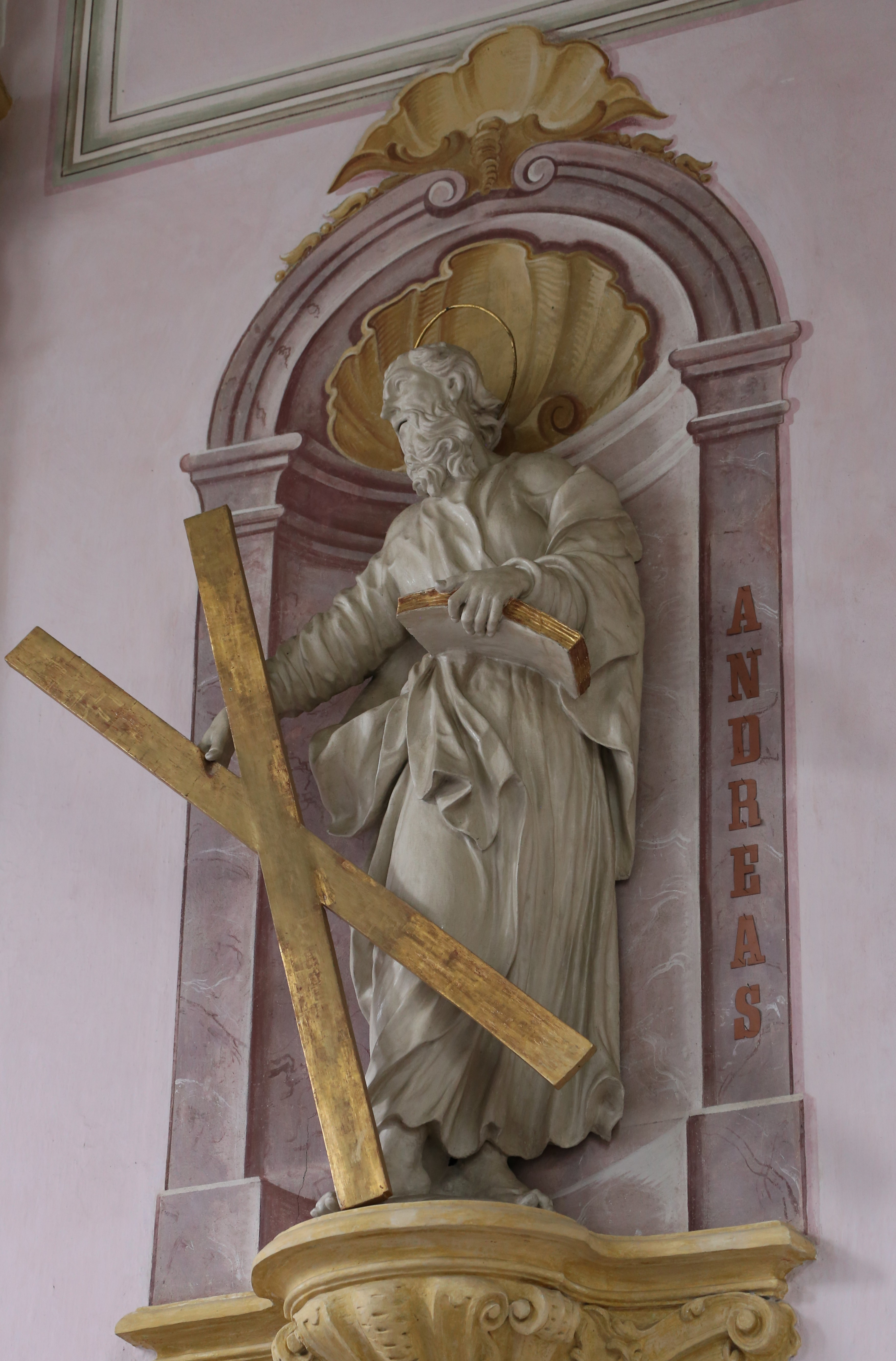
Statue des hl. Andreas, Dekanatspfarrkirche Sillian

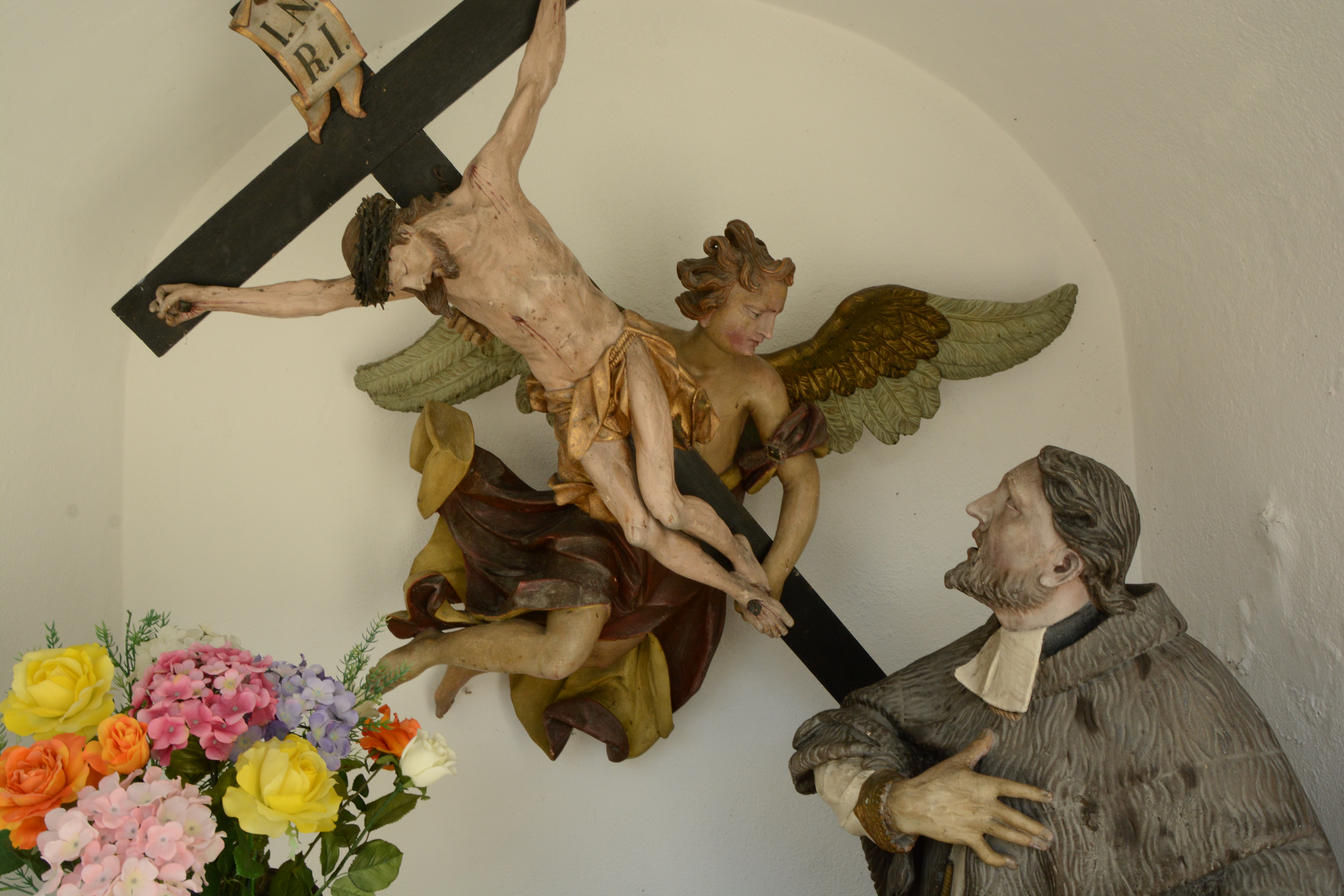
Nepomukstöckl, Matrei in Osttirol

- Hochaltar, Pfarrkirche Hermagor, 1749
- Statuen Petrus und Paulus am rechten Seitenaltar, Pfarrkirche Matrei in Osttirol, um 1750[5]
- Statuen und Büsten der Seitenaltäre in der Benefiziatkirche St. Michael, Lienz, um 1750/1760
- Schutzengel in Schwebehaltung, Stadtpfarrkirche St. Andrä, Lienz, um 1760[3]
- Apostelstatuen, Dekanatspfarrkirche Sillian, um 1760
- Heiligenstatuen am Hochaltar, Pfarrkirche St. Ulrich, Lavant, 1768[6]
- Figuren an der Kanzel, Wallfahrtskirche Maria Schnee, Maria Luggau, um 1770
- Putti am Kanzelkorb, Pfarrkirche Toblach, 1774[4]
- Figuren Maria, Johannes und Maria Magdalena unter dem Kruzifix von Hans Klocker, Relief Opfer des Abraham im Aufsatz, rechter Seitenaltar, Stadtpfarrkirche St. Andrä, Lienz, 1775/1776[3]
- vier Engel und Guter Hirte am Kanzeldach, Pfarrkirche Matrei in Osttirol, um 1784[5]
- Hochaltarstatuen hl. Barbara und hl. Jakobus d. Ä., Filialkirche Radfeld[7]
- Hochaltarstatuen hl. Bonaventura und hl. Karl Borromäus, Franziskanerkirche, Innichen
- Hochaltarstatuen Peter und Paul und Aufsatzrelief Gottvater, Pfarrkirche Ainet
- Kreuzigungsgruppe am rechten Seitenaltar, Pfarrkirche Lind im Drautal
- Färberkreuz, Lienz (zugeschrieben)[1]
- Figurengruppe hl. Johannes Nepomuk in Anbetung des Kreuzes, Nepomukstöckl, Matrei in Osttirol (zugeschrieben)[8]